# تشو جون
تشو جون (بالصينية: 朱俊) هو مبارز بالسيف صيني، ولد في 2 يوليو 1984 في غاويو ‏ في الصين.

## وصلات خارجية
- تشو جون على موقع أوليمبيديا (الإنجليزية)